# NGC 1023
NGC 1023 is een SB0 lensvormig sterrenstelsel in het sterrenbeeld Perseus. Het hemelobject ligt 34 miljoen lichtjaar (10,32 × 106 parsec) van de Aarde verwijderd en werd op 18 oktober 1786 ontdekt door de Duits-Britse astronoom William Herschel. NGC 1023 is een van de sterrenstelsels uit de NGC 1023-groep, een cluster van 5 sterrenstelsels op ongeveer 20,3 miljoen lichtjaar afstand.

## UY Andromedae
Vanaf de aarde gezien bevindt het stelsel NGC 1023 zich iets minder dan een halve graad ten oostzuidoosten van de koolstofster UY Andromedae (CCCS 113). Amateurastronomen die op zoek zijn naar NGC 1023 kunnen, in hetzelfde beeldveld, ook de oranjekleurige CCCS 113 te zien krijgen.

## Synoniemen
- GC 575
- 2MASX J02402401+3903477
- Arp 135
- H 1.156
- h 242
- MCG +06-06-073
- PGC 10123
- UGC 2154
- ZWG 523.83523-083